# Canale Conte di Sarno
(Domenico Fontana)
Il Canale Conte di Sarno, conosciuto anche come Regio Canale, Fosso del Conte, Canale di Sarno ed Acqua della Foce era un corso d'acqua artificiale diramato dalla sorgente del fiume Sarno, fatto costruire dal 1592 fino al 1605 dal Conte di Sarno, Muzio Tuttavilla, per alimentare i propri mulini a Torre Annunziata. Fu progettato dall'architetto Domenico Fontana  e partendo dalla sorgente di Sarno, attraversava gli attuali comuni di Palma Campania, Striano, Poggiomarino, Scafati, Boscoreale, Pompei e Torre Annunziata, per una lunghezza di circa 21 Km, sfociando poi nel mar Tirreno. Nel corso dei secoli, oltre che per i mulini,  venne sfruttato soprattutto per irrigare i campi delle terre che attraversava. In origine il suo corso si alternava in tratti scoperti e tratti sotterranei, ma nel 1984 l'imbocco fu chiuso e successivamente, negli anni novanta, si pensò di ricoprirlo completamente trasformandolo in una fogna per acque miste.L'opera non è stata mai portata a termine ed è stata oggetto di una complessa vicenda giudiziaria. Ancora oggi (2023) il canale è in stato di totale abbandono diventando un problema ecologico a causa del suo condotto asciutto, senza sbocco e preda di scarichi abusivi di liquami. Nel consiglio regionale della Campania, tenutosi il 27 gennaio 2016, sulla questione "Grande Progetto Fiume Sarno", si è discusso di una sua possibile riqualificazione.

## Storia

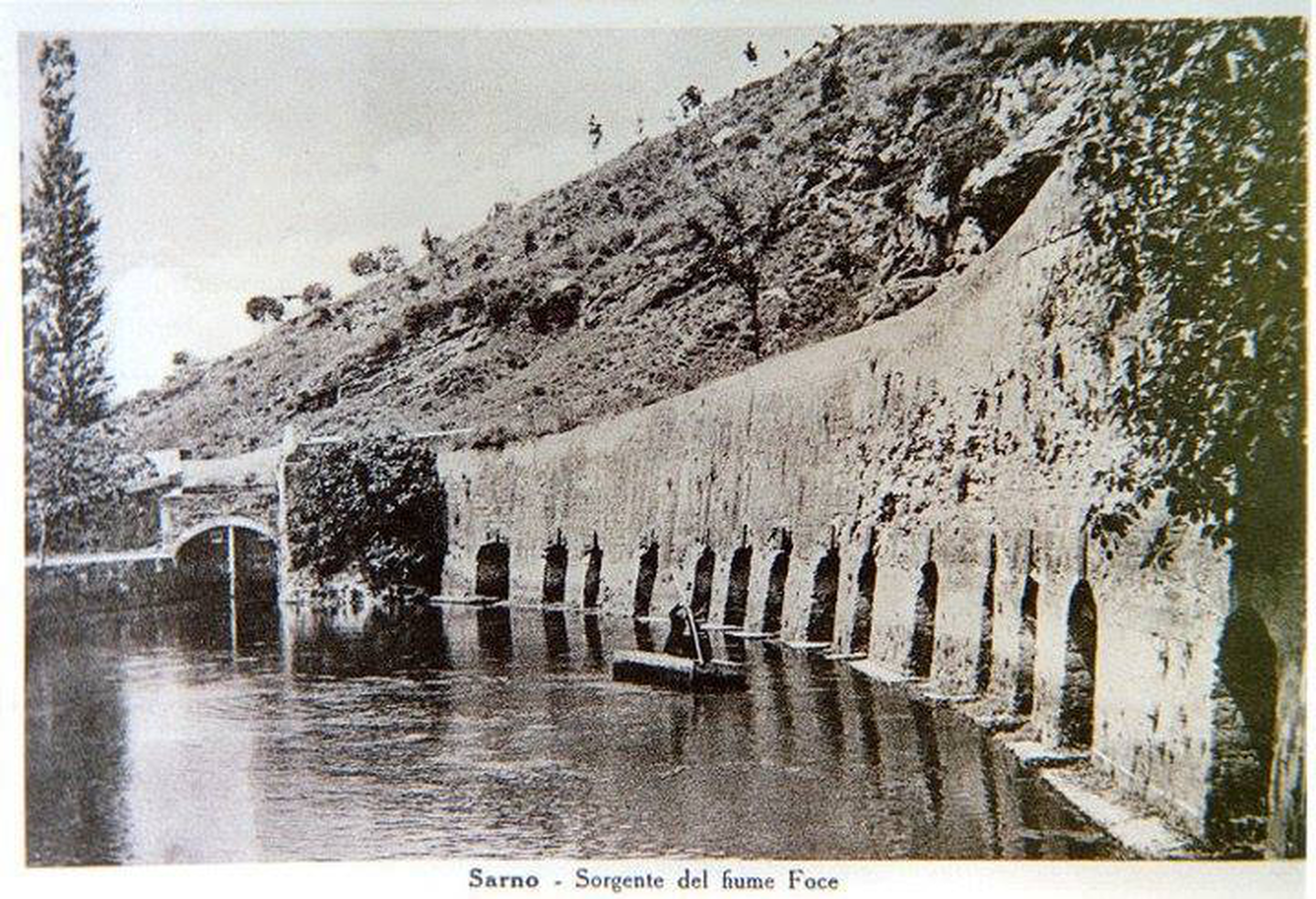
Sorgente del fiume Foce di Sarno. In fondo a sinistra è visibile l'inizio del Fosso del Conte

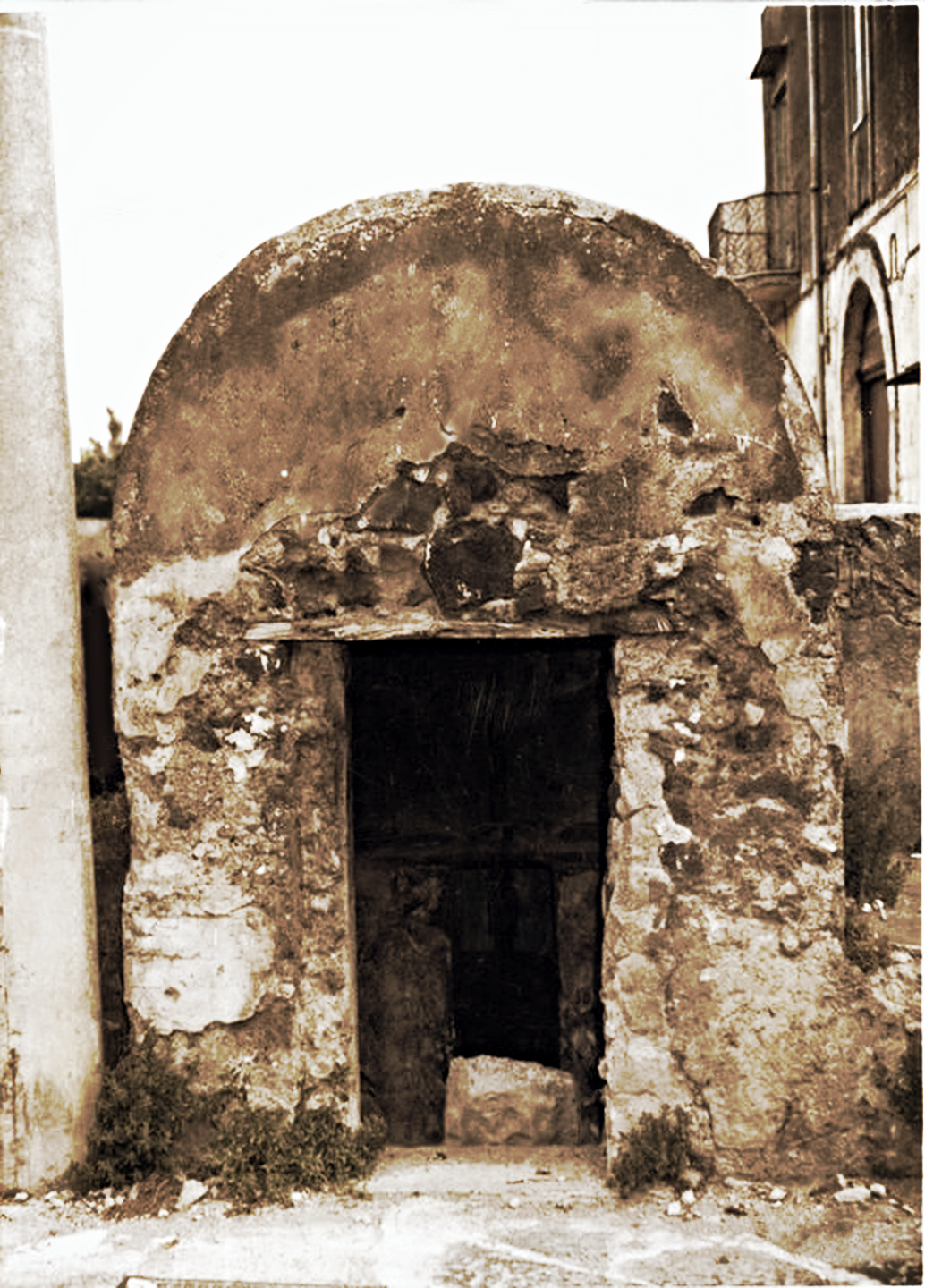
Foto di fine anni '70 di un rudere di una delle 51 "bocche d'irrigamento" del Canale Conte Sarno

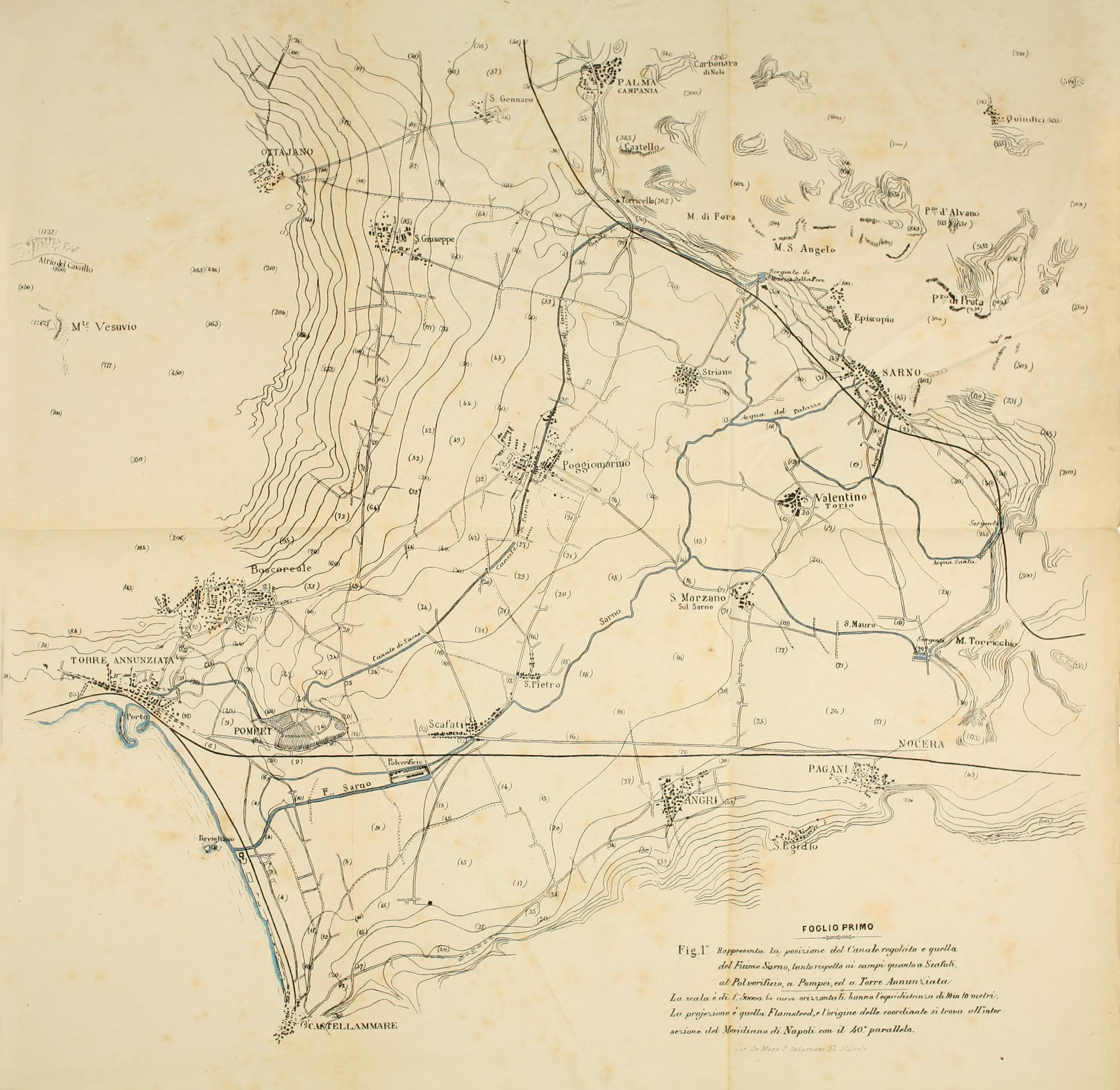
Percorso dettagliato del Fosso del Conte in una mappa del 1882

Nel 1553 il conte di Sarno, Muzio Tuttavilla, esponente d'una delle più illustri famiglie del Regno di Napoli, acquistò il feudo di Torre Annunziata, dove immaginò di costruirvi dei mulini idraulici, ma non poteva alimentarli sfruttando l'acquedotto di Napoli in quanto verso la fine del XVI secolo, la città era cresciuta a tal punto che il suo condotto idrico non era più sufficiente. L'unica soluzione fu quella di far costruire un canale che avrebbe sfruttato le acque del lontano fiume Sarno. Uno di questi mulini, rappresentato su una mappa del 1651, dal Real Ingegnere e Tavolario Antonio Tangho, si trovava dove una volta c'era il mulino Corsea (suo diretto discendente) che fu distrutto dai tedeschi durante la seconda guerra mondiale, riconvertito poi in un cine-teatro, il Metropolitan, oggi struttura abbandonata e fatiscente.
Le acque del fiume Sarno hanno varie sorgenti provenienti dal monte Sant'Angelo: alcune di queste si riuniscono in un unico punto in località Foce di Sarno;  altre invece vanno ad alimentare il fiume lungo vari punti. L'architetto Domenico Fontana, dopo svariati sopralluoghi sul posto progettò, in località Foce di Sarno (a circa 30 m s.l.m), una specie di diga alta 24 palmi (circa 6,35 m). In questo modo il canale sarebbe partito da un dislivello più alto rispetto al fiume Sarno, riuscendo così a portare le sue acque fino a Torre Annunziata. Questo nuovo corso d'acqua fu chiamato Canale del Conte ma spesso, a seconda del contesto storico, identificato con altri nomi quali: Regio Canale, Fosso del Conte, Canale di Sarno, ed Acqua della Foce. L'architetto calcolò che il canale doveva avere una pendenza di almeno 5 palmi (circa 1,32 m) per ogni miglio (circa 1,85 km) e nel caso in cui l'acqua dovesse attraversare condotti aperti, con pareti intonacate, dove sia impossibile la crescita di erba che possa rallentare il suo corso, sarebbe bastata anche una pendenza di 3 palmi (circa 79 cm). Inoltre nel caso in cui ci fosse stata la necessità di incanalare l'acqua in condotte chiuse o sotterranee, affinché questa possa risalire almeno di quanto sia scesa, bisognava creare degli sfiatatoi, uno ogni 10 canne (circa 26,45 m), lungo tutta la condotta. Su ogni sfiatatoio bisognava montare un sistema di chiusura a chiave girevole: nel momento in cui iniziava a fluire l'acqua, gli sfiatatoi restavano aperti solo fin quando l'aria non sarebbe uscita completamente dalla conduttura.
La costruzione del canale fu molto complessa se solo si pensa che bisognava attraversare gli attuali comuni di Sarno, Palma Campania, Striano, Poggiomarino, Scafati, Boscoreale, Pompei e Torre Annunziata per una lunghezza di circa 21 Km. Gli studiosi ipotizzano che l'architetto Fontana abbia sfruttato un antico percorso del fiume Sarno che in seguito all'eruzione del Vesuvio del 79 d.C., la lava, modificando l'orografia della valle, spostò più a sud. Nonostante tutti questi accorgimenti, il Fontana non diresse i lavori e di conseguenza i tempi di realizzazione si dilungarono perché il suo progetto non fu messo in pratica correttamente e fu scelto un percorso diverso privo della pendenza adatta, tanto che l'acqua fluiva al contrario. Solo quando fu seguito il percorso progettato dall'architetto l'acqua — "per la strada buona già da me disegnata" — fluì verso Torre Annunziata con la velocità adatta ad azionare i mulini.
La realizzazione del canale influì molto sullo sviluppo demografico dei paesi che attraversava con la nascita di nuovi centri abitativi come il caso della località Cangiani, attuale frazione di Boscoreale, e in particolare Taverna Penta, all'epoca borgo di Striano e successivamente divenuto Comune di Poggiomarino. In quest'ultimo caso gli operai, impegnati nella costruzione, dovettero stabilirsi nei luoghi creando delle abitazioni precarie che divennero via via più stabili, soprattutto quando, durante l'eruzione del 1631, le popolazioni vesuviane furono costrette a trasferirsi in un territorio più sicuro, contribuendo così alla crescita demografica del nuovo villaggio. Il corso d'acqua fu sfruttato dalle nuove popolazioni soprattutto per irrigare i campi delle terre che attraversava, infatti vennero costruite tre tipi differenti di "bocche d' irrigamento".  In tutta la lunghezza del canale, se ne contavano 51, la cui indicazione progressiva era contrassegnata da numeri arabi, cominciando in ordine crescente da Torre Annunziata, fino alla sorgente ubicata nella località di Foce di Sarno. Le bocche di irrigamento ben presto vennero utilizzate per individuare e denominare i luoghi dove erano ubicate. Infatti, seppur oggi (2017) la maggior parte di esse sono state abbattute, ci sono delle contrade chiamate ancora con il numero indicativo della bocca di irrigamento, come la contrada Trentuno e la località Ventotto di Scafati. 
All'epoca della sua grande opera, Muzio Tuttavilla fu ostacolato dal Conte di Celano, D. Alfonso Piccolomini d'Aragona e dal Vescovo di Sarno, D. Antonio D'Aquino. Il primo perché il canale avrebbe impoverito le acque del fiume Sarno e di conseguenza i suoi mulini di Bottaro avrebbero subito un danno. Il Vescovo invece pensava di essere il padrone della sorgente di quelle acque perché provenienti dal monte Sant'Angelo.  Nel 1554, con una sentenza della corte di Roma, le acque furono giudicate di proprietà del Vescovo, ma pochi anni dopo, per decreto del Collaterale di Napoli vinse la causa sia col Conte che col Vescovo. Nonostante ciò, per cautela, pensò di corrispondere un compenso annuo di 750 ducati al solo Vescovo. Non avendo più nulla da temere, riuscì a portare al termine la sua opera soltanto nel 1605 indebitandosi fortemente.
Dopo mezzo secolo circa, i mulini entrarono a far parte del demanio reale così nel 1652 si pensò di aggiungere una Real Polveriera. Successivamente nel 1757 furono aggiunte una Regia Ferriera ed una Fabbrica d’armi che furono a lungo attivi contemporaneamente.
Durante la catastrofica eruzione del Vesuvio avvenuta nel 1906, due muli del Conte furo distrutti da lave di fango, mentre alcuni tratti dell alveo del canale Sarno, restarono per molto tempo interrati.
Nel corso dei secoli, oltre che per i mulini,  il canale venne sfruttato soprattutto per irrigare i campi delle terre che attraversava. Nel 1901, tra Poggiomarino, Boscoreale e Torre Annunziata, le sue acque irrigavano circa 593 ettari di terreno. Tuttavia, molti proprietari terrieri e coloni, preferivano utilizzare i pozzi sorgivi, a causa dell'alto prezzo dell'acqua e anche perché spesso si verificavano ritardi nella distribuzione dell'acqua, tali da compromettere il raccolto.
Il Canale fu amministrato dall'Orfanotrofio Militare di Napoli dal 1820 fino al 1979 e dal 1980 ad oggi è sotto la gestione della Regione Campania.

### Cunicolo di Pompei antica
Durante la costruzione del canale, tra le varie difficoltà tecniche dovute principalmente alla pendenza, ci fu quella di superare lo "sperone di lava" dell'attuale Pompei scavando una galleria di 1764 metri. Durante tale scavo furono rinvenuti monete e resti di edifici. Tale tratto sotterraneo segue il seguente tragitto: entra da oriente, presso la Porta del Sarno, passa a nord dell'anfiteatro ed accanto al Tempio d’Iside; passa poi per l’edificio d'Eumacchia, il Foro, il tempio di Apollo, e poi fuoriesce presso la strada dei Sepolcri. 
Anche se ci sono dei dubbi sul percorso dell'ultimo tratto di Pompei, resta comunque il mistero di perché ci fu molto silenzio sul ritrovamento dell'antica città sepolta. Ciò potrebbe essere spiegato dal fatto che il Fontana seguì il percorso di un acquedotto osco preesistente e pertanto i ritrovamenti furono rari. Inoltre in quel periodo il Fontana era appena fuggito da Roma, dove era stato architetto pontificio, perché Papa Clemente VIII lo aveva accusato di aver sperperato e truffato nella gestione dei lavori a lui commissionati.  All'epoca il Santo Ufficio considerava "città maledette" e colpite da Dio, quelle distrutte in similitudine delle bibliche Sodoma e Gomorra, pertanto l'architetto Fontana non si sarebbe mai vantato di aver scoperto una “città maledetta” sepolta per irreligiosità dal fuoco del Vesuvio, attirando ancor più l’attenzione pontificia su di lui.

## Disastro ecologico
I problemi seri del Canale Conte di Sarno iniziarono quando nella prima metà degli anni ottanta, vista l'aumentata richiesta d'acqua potabile, l'acquedotto campano, iniziò ad interrompere progressivamente, l'afflusso d'acqua nell'imbocco del canale, fino a chiuderlo completamente nel 1984. Tale decisione fu fatale in quanto, se prima l'acqua corrente riusciva a sopportare gli scarichi abusivi (addirittura scarichi fecali) sfociando nel mare, dal quel momento in poi l'alveo divenne una vera e propria fogna a cielo aperto. Oltre a tutto questo, durante le piogge torrenziali, la situazione peggiorava enormemente, in quanto la pioggia faceva riversare il contenuto inquinato della vasca Pianillo e vasca Fornillo (originariamente due vasche di raccoglimento di acque meteorologiche costruite in periodo borbonico) nel letto asciutto del Canale Conte di Sarno, nel tratto che attraversava Poggiomarino.
Nel 1982 iniziarono varie proteste della popolazione, soprattutto per quanto riguarda la località Cangiani di Boscoreale e la località Trentuno di Scafati perché l'odore nauseabondo del canale provocava malattie viscerali e della pelle, oltre al proliferare di grosse colonie di insetti. La situazione precipitò quando nel settembre del 1983 gli abitanti di Cangiani sbarrano il corso d'acqua con una colata di cemento, proprio sotto il ponte della ferrovia della Circumvesuviana. Di conseguenza, a Poggiomarino, fu subito convocato un consiglio comunale d'urgenza perché c'era un pericolo di smottamento del ponte ferroviario e possibili allagamenti del centro abitato con conseguenze di malattie. Intanto il Pretore ordinò di abbattere la colata di cemento.
Con delibera n 75/83 il sindaco di Poggiomarino ordinò a tutti i cittadini di chiudere tutti gli scarichi abusivi (la maggior parte scarichi fecali) che però non viene accolta né tantomeno furono presi provvedimenti. Intanto dopo l'abbattimento del muro di cemento, aumentano le tensioni fra il comune di Poggiomarino e quello di Boscoreale. Nell'estate del 1984, la Regione Campania approva un disegno di legge per la costituzione del "Consorzio Canale Conte di Sarno" per garantire un razionale utilizzo del Canale. Il tecnici del consorzio propongono un radicale intervento di pulizia del alveo e su come intervenire. Inoltre con urgenza bisognava impedire lo scarico delle acque luride da parte dei cittadini. Tutti buoni propositi che non vennero mai attuati.
Un anno dopo nell'estate del 1985 la situazione precipita di nuovo a Cangiani: puzza insopportabile;  colonie di insetti; malattie; bambini all'ospedale; scuole chiuse. Di conseguenza la popolazione sbarra di nuovo il canale con una nuova colata di cemento. A questo punto il comune di Boscoreale denuncia alla magistratura tutti gli organi responsabili: Regione Campania; il Consorzio Canale Conte di Sarno; e i Sindaci di Poggiomarino che nel frattempo si erano succeduti.
Oggi (2017) dopo una complessa vicenda giudiziaria, il canale giace in stato di totale abbandono. Il suo condotto senza sbocco è preda di scarichi abusivi di liquami e durante la pioggia torrenziale, viene inondatato dall'acqua inquinata proveniente dall'esondazione delle due vasche di raccoglimento di Fornillo e Pianillo. Tutto ciò rappresenta un serio problema ecologico come lo è sempre stato da almeno trent'anni.

## Vicenda giudiziaria
Luciano Violante:  “Cosa è il ben altro?”
Pasquale Galasso:  “Gli appalti.”
Luciano Violante  “E rendevano quanto gli stupefacenti?”
Pasquale Galasso: “Credo pure maggiormente”»
(Audizione del pentito Pasquale Galasso, nella seduta della Commissione Antimafia del 13 luglio 1993, presieduta dal magistrato Luciano Violante)
Nella seconda metà degli anni Ottanta, la Regione decise di utilizzare parte dei fondi stanziati per la ricostruzione delle zone colpite dal sisma del novembre 1980 e del febbraio 1981 (legge 219/81). Il programma straordinario di edilizia prevedeva la costruzione di 20.000 alloggi con relative opere di urbanizzazione. Quindi si decise di aumentare la portata di acqua del canale realizzando un enorme scatolare in cemento armato (4 x 4 m) destinato a raccogliere sia le acque bianche che quelle nere. La cementificazione doveva interessare tutto il tragitto del vecchio alveo (circa 21 km), partendo dalla località Foce di Sarno fino a Torre Annunziata, bypassando l'area archeologica di Pompei in un tratto di galleria.
Dopo una convenzione con il commissario straordinario di governo, presidente della Regione Campania, l'appalto fu affidato ad un raggruppamento provvisorio di imprese formato dal capogruppo mandatario “Consorzio Cooperative Costruzioni” (CCC) di Bologna e dal “Consorzio Cooperative di Produzione e Lavoro" (COONSCOOP) di Forlì, che già stava realizzando 653 alloggi popolari a Boscoreale.
Il progetto iniziò ad ampliarsi e da un primo stanziamento di circa 15 miliardi di lire si arrivò prima a 89 miliardi, poi a 109 miliardi, quindi a 350 miliardi. L'ultimo progetto approvato (1706/91) prevedeva una spesa di 501 miliardi.
I lavori di rifacimento del Canale del Conte avrebbero dovuto essere affidate, tramite ricorso, ad una nuova procedura di affidamento, perché si riferivano ad opere di edilizia diverse da quelle della ricostruzione straordinaria delle zone colpite dal sisma, pertanto la Magistratura si allertò iniziando le sue indagini. Intanto in Italia scoppia il caso tangentopoli con una serie di inchieste che rivelarono un sistema fraudolento che coinvolgeva la politica e l'imprenditoria.  Alcune ditte interessate alla realizzazione dell'opera erano già implicate in questo “scandalo”. Il pentito Pasquale Galasso dichiarò, alla Commissione Antimafia, che per la realizzazione dell'opera di cementificazione del canale, furono pagate tangenti alla camorra. L'impresa fornitrice di calcestruzzo, a fronte della fornitura di "calcestruzzo a scarico", faceva risultare dalle fatture che si trattasse di "calcestruzzo pompato", notevolmente più caro.
Alla fine dopo la spesa di 501 miliardi di lire, l'opera non fu comunque completata e giace abbandonata dagli anni novanta, anche perché emerse il problema del passaggio in galleria sotto gli scavi di Pompei. La Soprintendenza si oppose ad un'opera che avrebbe messo a rischio un patrimonio storico di oltre 2000 anni.